# Scheloribates luteomarginatus
Scheloribates luteomarginatus är en kvalsterart som beskrevs av Hammer 1958. Scheloribates luteomarginatus ingår i släktet Scheloribates och familjen Scheloribatidae. Inga underarter finns listade i Catalogue of Life.